# Си, Омар
Омар Си (фр. Omar Sy; род. 20 января 1978, Трапп, Ивелин, Иль-де-Франс) — французский актёр, лауреат премии «Сезар» за лучшую мужскую роль.
В числе известных актёрских работ Си такие фильмы, как «1+1», «Шоколад», «Люди Икс: Дни минувшего будущего».

## Биография
Мать Омара из Мавритании, отец из Сенегала, оба происходят из народности фульбе. Он был четвёртым из восьми детей в семье.
Ещё учась в школе, Омар начал работать на радио. После окончания школы он получил предложение от продюсерской компании сделать собственное шоу, которое впоследствии превратилось в комедийное телешоу «Омар и Фред» (фр. Omar et Fred) с актёром Фредом Тесто.
Успех актёру принесла роль Дрисса в фильме «1+1 / Неприкасаемые» (2011), за которую он получил премию «Сезар» за лучшую мужскую роль, а также был номинирован на премию «Спутник».
В середине ноября 2019 года в российский прокат вышла анимационная комедия «Стражи Арктики», в оригинальной версии которой Омар Си озвучил персонажа Леопольда.
В октябре 2023 года в рамках кампании Artists4Ceasefire он подписал открытое письмо Байдену от артистов о прекращении огня во время израильской бомбардировки сектора Газа.
В 2007 году женился на Элен Си. В этом браке родились пятеро детей.

## Фильмография
Фильмы
| Год  |    | Русское название                       | Оригинальное название               | Роль                             |
| ---- | -- | -------------------------------------- | ----------------------------------- | -------------------------------- |
| 2001 | ф  | Адский небоскрёб                       | La Tour Montparnasse infernale      | таксист                          |
| 2002 | ф  | Астерикс и Обеликс: Миссия «Клеопатра» | Astérix & Obélix: Mission Cléopâtre | Художник                         |
| 2002 | ф  | Гонка                                  | Le raid                             | Сержант ONU                      |
| 2002 | ф  | Полный привод                          | Le boulet                           | Малиец                           |
| 2002 | ф  | Самурай                                | Samouraïs                           | Тайсон                           |
| 2002 | ф  | Крутые перцы                           | Le beuze                            | Мишель Дембеле                   |
| 2004 | ф  | Коробка                                | Le carton                           | Лоренцо                          |
| 2006 | ф  | Летний лагерь                          | Nos jours heureux                   | Жозеф                            |
| 2008 | ф  | Мы — легенды                           | Seuls two                           | Сами Бульони                     |
| 2009 | ф  | Король Гийом                           | King Guillaume                      | Жан-Петер                        |
| 2009 | ф  | Очень специальный репортаж             | Envoyés très spéciaux               | Джими                            |
| 2009 | ф  | Так близко                             | Tellement proches                   | Бруно                            |
| 2009 | ф  | Сафари                                 | Safari                              | Юсуф Хаммал                      |
| 2009 | ф  | Неудачники                             | Micmacs à tire-larigot              | Ремингтон                        |
| 2009 | ф  | Закон Мерфи                            | La loi de Murphy                    | Йоахим Ортега/Отец Йохами Ортега |
| 2011 | ф  | 100 миллионов евро                     | Les Tuche                           | Священник Боузоль                |
| 2011 | ф  | 1+1                                    | The Intouchables                    | Дрисс                            |
| 2012 | ф  | Команда мечты                          | Les Seigneurs                       | Веке Н’Дого                      |
| 2012 | ф  | Спецагенты на отдыхе                   | Mais qui a re-tué Pamela Rose?      | Мозби                            |
| 2012 | ф  | Шутки в сторону                        | De l'autre côté du périph           | Осман                            |
| 2013 | ф  | Пена дней                              | L'écume des jours                   | Николя                           |
| 2014 | ф  | Лёгкие деньги                          | Good People                         | Хан                              |
| 2014 | ф  | Самба                                  | Samba                               | Самба Сиссе                      |
| 2014 | ф  | Люди Икс: Дни минувшего будущего       | X-Men: Days of Future Past          | Бишоп                            |
| 2015 | ф  | Мир юрского периода                    | Jurassic World                      | Барри                            |
| 2015 | ф  | Кондитерская                           | Candy Store                         | Chiddybang                       |
| 2016 | ф  | Шеф Адам Джонс                         | Burnt                               | Мишель                           |
| 2016 | ф  | Инферно                                | Inferno                             | Кристоф Бушар                    |
| 2016 | ф  | Шоколад                                | Chocolat                            | Рафаэль Падилья ди Шоколад       |
| 2016 | ф  | Всё начинается завтра (2+1)            | Demain tout commence                | Самуэль                          |
| 2017 | мф | Сахара                                 | Sahara                              | Аджар                            |
| 2017 | ф  | Афера доктора Нока                     | Knock                               | Нок                              |
| 2018 | ф  | Шутки в сторону 2: Миссия в Майами     | Le flic de Belleville               | Себастьян Бушар («Бааба Кейта»)  |
| 2018 | ф  | Яо                                     | Yao                                 | Сейду Тал                        |
| 2019 | ф  | Зов волка                              | Le Chant du loup                    | капитан д’Орси                   |
| 2020 | ф  | Папина дочка                           | Le prince oublié                    | Джиби                            |
| 2020 | ф  | Зов предков                            | The Call of the Wild                | Перро, почтовый курьер           |
| 2021 | ф  | Шутки в сторону 2 (фильм, 2021)        | Loin du périph                      | Осман                            |
| 2022 | ф  | Мир юрского периода: Господство        | Jurassic World: Dominion            | Барри                            |
| 2024 | ф  | Книга Кларенса                         | The Book of Clarence                | Варавва                          |
| 2024 | ф  | Наёмный убийца                         | The Killer                          |                                  |

Телесериалы
| Год          |   | Русское название | Оригинальное название | Роль                      |
| ------------ | - | ---------------- | --------------------- | ------------------------- |
| 2021 — н. в. | с | Люпен            | Lupen                 | Ассан Диоп (главная роль) |

Короткометражные фильмы
| Год  |   | Русское название  | Оригинальное название | Роль    |
| ---- | - | ----------------- | --------------------- | ------- |
| 2002 | ф | Ces jours heureux | Ces jours heureux     | Брис    |
| 2004 | ф | Coming-out        | Coming-out            | Макс    |
| 2012 | ф | Crazy Pink Limo   | Crazy Pink Limo       | Философ |

Озвучивание
| Год  |   | Русское название               | Оригинальное название               | Роль     |
| ---- | - | ------------------------------ | ----------------------------------- | -------- |
| 2000 | ф | Грантуризмо                    | Granturismo                         | Омар     |
| 2009 | ф | Чудаки                         | Lascars                             | Narbe    |
| 2009 | ф | Артур и месть Урдалака         | Arthur et la vengeance de Maltazard | Сноу     |
| 2010 | ф | Allez raconte!                 | Allez raconte!                      | Омар     |
| 2015 | ф | Хранитель Луны                 | Mune, le gardien de la lune         | Сохон    |
| 2017 | ф | Трансформеры: Последний рыцарь | Transformers: The Last Knight       | Хот Род  |
| 2019 | ф | Стражи Арктики                 | Arctic Justice                      | Леопольд |

Сценарист
| Год  |   | Русское название           | Оригинальное название      | Роль               |
| ---- | - | -------------------------- | -------------------------- | ------------------ |
| 2009 | ф | La vraie vie d'Omar & Fred | La vraie vie d'Omar & Fred | в роли самого себя |

Продюсер
| Год  |   | Русское название    | Оригинальное название | Роль     |
| ---- | - | ------------------- | --------------------- | -------- |
| 2010 | ф | Le pas Petit Poucet | Le pas Petit Poucet   | Продюсер |

В роли самого себя
| год       | Название                       | Оригинальное название      |
| --------- | ------------------------------ | -------------------------- |
| 2007—2013 | сериал, Ночь Сезара            | La nuit des Cesars         |
| 1984      | сериал, Три кинотеатра         | Cinema 3                   |
| 1990—2011 | сериал, Форт Боярд             | Fort Boyard                |
| 1998      | сериал, Vivement dimanche      | Vivement Dimanche          |
| 1998—2006 | сериал, Tout le monde en parle | Tout le monde en parle     |
| 2003      | сериал, 20h10 Petantes         | 20h10 Petantes             |
| 2004      | сериал, Великий журнал Канала+ | Le Grand Journal de Canal+ |
| 2007—2011 | сериал, On n’est pas couche    | On n’est pas couche        |
| 2006      | сериал, Salut les Terriens     | Salut les Terriens         |
| 2009      | ТВ, La Vraie Vie d’Omar & Fred | La Vraie Vie d’Omar & Fred |